# Triséléniure d'antimoine
Le triséléniure d'antimoine, ou séléniure d'antimoine(III), est un composé chimique de formule Sb2Se3. Il se présente sous la forme d'un solide semi-conducteur de couleur anthracite faiblement soluble dans l'eau, appartenant au système cristallin orthorhombique, groupe d'espace Pnma (no 62). Les liaisons chimiques dans ce composé sont fortement covalentes, comme en témoignent sa couleur et ses propriétés électriques.
On peut obtenir du triséléniure d'antomoine en faisant réagir du séléniure d'hydrogène H2Se avec du tartrate d'antimoine et de potassium K2Sb2(C8H4O12)·3H2O ou en faisant fondre de l'antimoine et du sélénium élémentaires en proportions stœchiométriques :
2 Sb + 3 Se → Sb2Se3.